# サッカーボーイ
サッカーボーイ（欧字名:Soccer Boy、1985年4月28日 - 2011年10月7日）は、日本の競走馬、種牡馬。
1987年のJRA賞最優秀3歳牡馬、1988年のJRA賞最優秀スプリンターである。主な勝ち鞍は、1987年の阪神3歳ステークス（GI）、1988年のマイルチャンピオンシップ（GI）、中日スポーツ賞4歳ステークス（GIII）、函館記念（GIII）。
産駒のGI優勝馬には、ナリタトップロード（菊花賞）、ティコティコタック（秋華賞）、ヒシミラクル（菊花賞、天皇賞（春）、宝塚記念）がいる。
3歳時（1987年）もみじステークス、阪神3歳ステークスを共に大きい差をつけて勝利。1975年に同じように出世し、夭折した競走馬になぞらえて「テンポイントの再来」と称された。
現役時は、弾丸シュートと表現される程の圧倒的なパフォーマンスで活躍した。

## 生涯

### デビュー前

#### 誕生までの経緯
1966年にイギリスで生産された牝馬のロイヤルサッシュ（父:プリンスリーギフト）は、競走馬として1戦未勝利。イギリスで繁殖牝馬として2頭の仔を産んだ後、1973年に日本へ輸入された。その後しばらく北海道白老町の社台ファームで生産を続けた。1976年産のアスコットロイヤル（父:エルセンタウロ）は中京記念を勝っている。1978年には、社台が種牡馬として輸入したカナダ産フランス調教馬のノーザンテーストと交配、1979年3月16日、牝馬のダイナサッシュが誕生する。
ダイナサッシュは、競走馬として9戦未勝利、その後は社台ファームで繁殖牝馬となった。初年度には、社台が導入した種牡馬でフランス産フランス調教馬のディクタスと交配。初仔を生産した後、2年目の1984年も同様の交配がなされた。1985年4月28日、社台ファームにて2番仔である栃栗毛の牡馬（後のサッカーボーイ）が誕生する。

#### 幼駒時代
2番仔は、離乳まで白老町の社台ファームで過ごした。白老の大須賀康忠牧場長は「生まれたころから小さかったせいか、とくべつ大物という印象はなかった」と述懐している。激しい気性と高い運動能力を兼ね備えていたが、それゆえに牧柵を飛び越えたり、後ろ脚2本で歩くことがあり、辻谷秋人によれば「やんちゃなエピソードに事欠かない馬」だったという。一方で、生まれながらに脚の不安もはらんでおり、常に裂蹄の危険も存在していた。離乳後は、北海道苫小牧市の社台ファーム空港牧場で育成。空港の大沢俊一牧場長によれば「長年育成の仕事をやっているけれど、乗っててその大物感に背筋がぞくぞくしてきた馬っていうのはこのサッカーボーイが初めて。みんなにはこいつは間違いなく走ると太鼓判を押してたんです。」と回想している。
2番仔は、有限会社社台レースホースの所有となり「サッカーボーイ」との競走馬名が与えられた。サッカーボーイは、1987年5月、栗東トレーニングセンターの小野幸治厩舎に入厩。小野はサッカーボーイを2歳の時から見ており、初めて見た印象は「バランスのいい馬だなという感じ」だったという。

### 競走馬時代

#### 3歳（1987年）
8月9日、函館競馬場の新馬戦（芝1200メートル）に内山正博が騎乗してデビュー。直線だけで9馬身差をつけて初勝利を挙げた。続く、9月27日の函館3歳ステークス（GIII）ではスタートで出遅れて4着。それから栗東に帰厩し、10月31日、京都競馬場のもみじステークス（OP）に出走。再び出遅れるも、最終コーナーで内側に進路をとって追い上げて、まもなく差し切り独走。後続と10馬身差をつけて、2勝目を挙げた。その後は、デイリー杯3歳ステークスへの出走を予定していたが、裂蹄のために回避した。

12月20日、関西の3歳チャンピオン決定戦に位置付けられる阪神3歳ステークス（GI）に出走、単勝オッズ1.9倍の1番人気に推された。良いスタートを切って、馬群に収まり中団に位置、先頭が前半の800メートル46.1秒を通過するハイペースとなった。第3コーナーあたりで馬群の外に持ち出して追い上げを開始、後続勢のほとんどが苦労する中、ただ1頭サッカーボーイのみが先行勢に取り付いた。直線では、残り300メートル地点で逃げ粘るジンデンボーイを外から差し切ると、あとは突き放す一方となって独走、後方に8馬身差をつけて入線した。これが3勝目となり、GI初勝利。走破タイム1分34秒5は、ヒデハヤテが1971年阪神3歳ステークスにて樹立したコースレコードおよびレースレコード1分35秒1を0.6秒更新した。
この勝利に対して、ミスターシクレノンに騎乗し8着に敗れた田原成貴は「強いねえ、あまりスピードがありすぎて、かえってクラシックが心配になるほどやね」と評するなど、他の騎手もサッカーボーイの能力を高く評価する声があった。さらに、この8馬身差の勝ちっぷりは、1975年の同競走を7馬身差で勝利し、1977年には天皇賞（春）、有馬記念を勝利して優駿賞年度代表馬になるまで出世した関西馬・テンポイントを想起させ、スポーツ新聞の報道では関西のみならず、関東にも「テンポイントの再来」との見出しがつけられていた。
美浦トレーニングセンター、栗東トレーニングセンター、JRA本部所属のハンデキャッパーが選定するこの年の「フリーハンデ」では、関西馬首位となる「56」を獲得。一方、関東馬首位は、朝日杯3歳ステークス（GI）を1分35秒6で走破して勝利したサクラチヨノオーであり、サクラチヨノオーは「55」であったことから、サッカーボーイが世代首位の評価となった。また「56」は、テンポイントの2歳時に並ぶ評価であった。ハンデキャッパーは、サッカーボーイに「56」を与えるにあたり、以下のように検討を行っている（美浦:甲佐、滝澤。栗東:小林、渡辺、吉田、朝日。JRA本部:柴田）。
| 「 | 吉田 （前略）サッカーボーイが近年にない活躍を見せてくれたのは大きな収穫だった。（中略）久々に関西から大物が出たという感じで、東西を通じてもこの馬が3歳ナンバーワンだろう。 渡辺 この馬はテンポイント級の大物と見ている。例年のトップはだいたい54キロだが、サッカーボーイは56キロの評価を与えてよい。 滝澤 過去に56キロをつけた馬ではバンブトンコート、ギャラントダンサーがいるが、バンブトンコートは重賞を三つ勝っているしこの2頭の実績と比べて56キロというのはつけすぎではないか。 甲佐 確かにサッカーボーイのタイトルは一つだけだが、昔に比べて今の3歳は何でもかんでも重賞を使っていくということはなくなってきた。新馬を勝ってこの馬が走ると分かれば、クラシックに照準を定めて無理させないで休ませる。こうした傾向は年々顕著になっている。3歳馬に関してはタイトルとか実績だけでなく、内容が素晴らしければそれなりの評価を与えてもいいと思う。 朝日 サッカーボーイは内容がじつにいい、阪神3歳Sは1分34秒5で走りヒデハヤテのレコードを16年ぶりに塗り替えた。前走のオープン特別もみじ賞にしても、ことしの京都はひじょうに時計のかかる馬場で加えて重馬場だったにもかかわらず、1分36秒4で走り2着以下を10馬身突き放している。おまけに好位につけて直線抜け出すという近代競馬にマッチした脚質、この馬はテンポイント級だ。 小林 テンポイントも函館で新馬勝ちし関西へ帰って特別、阪神3歳Sを圧勝した。ステップも勝ち方もひじょうによく似ている。そのテンポイントが56キロの評価だったのだから、サッカーボーイも同等に並べたい。 滝澤 早くから活躍する馬はふつう早熟で、3歳で花開いてそのままダウンしていくことが多いが、サッカーボーイはどんどん体重が増えているのでその心配はないだろう。戦ったメンバーは確かに弱いが、勝ちっぷり、時計面、着差を加味すれば56キロを与えてよいと思う。 小林 何年ぶりかに出た関西の大物、と自信を持って言える。 柴田 ではサッカーボーイは56キロにしよう。 | 」 |

またこの年のJRA賞表彰では、全143票中127票を集めて、JRA賞最優秀3歳牡馬に選出。次点となった関東のGI優勝馬・サクラチヨノオーの15票に大差をつける受賞であった。

#### 4-5歳（1988-89年）
3月6日の弥生賞（GII）で始動、単勝オッズ1.6倍の1番人気に推され、単枠指定制度の対象となった。関東の2歳チャンピオンであるサクラチヨノオーが、始動戦の共同通信杯4歳ステークス（GIII）4着から参戦し、5.5倍の2番人気となり、東西の2歳チャンピオンが顔合わせた。スタートからサクラチヨノオーが逃げる中、中団に位置。直線では外に持ち出して、差し切りを図ったが、逃げるサクラチヨノオーを捕らえることができず、サクラチヨノオーに2馬身以上離される3着。皐月賞の優先出走権を獲得し、出走を予定していたが、蹄の状態が悪化して飛節炎を発症したために回避した。
皐月賞を逃した陣営は、目標を東京優駿（日本ダービー）に切り替え、5月8日、トライアル競走であるNHK杯（GII）に出走。河内洋に乗り替わり、単勝オッズ3.5倍の1番人気に推された。中団内側の9番手に位置し、直線で追い上げるも、メジロアルダンやマイネルグラウベンの末脚に敵わず、それらに2馬身以上遅れる4着。東京優駿の優先出走権を獲得し、続いて5月29日の東京優駿（日本ダービー）（GI）に出走。8枠22番の大外枠が割り当てられ、3歳となってからは連敗していたにもかかわらず、皐月賞優勝馬ヤエノムテキなどを押しのけ、単勝オッズ5.8倍の1番人気に推された。後方に位置したが、直線で全く伸びずに15着。河内は敗因を距離に求めている。
その後は、夏休みに入らず続戦し、7月3日の中日スポーツ賞4歳ステークス（GIII）に出走。皐月賞優勝馬のヤエノムテキも同じく続戦しており、ヤエノムテキが単勝オッズ1.8倍の1番人気、サッカーボーイはそれに次ぐ3.4倍の2番人気となり、初めて1番人気を他に明け渡した。また、両者はともに単枠指定制度の対象となった。サッカーボーイは後方に位置し、先行馬有利のスローペースの中で追走。直線では大外に持ち出して追い上げ、ヤエノムテキが2番手先行から先に抜け出していた。サッカーボーイが末脚を見せてヤエノムテキに迫り、ゴール手前で半馬身差し切って先頭で入線。重賞2勝目となり、4歳になってから初めて勝利を挙げた。後に、河内はこの一戦をきっかけに「小細工は不要。少々外を回ることになっても気分良く走らせてあげればはじける馬だと分かりました」としており、その後は「他馬の騎乗依頼も来たけど“100％勝てる馬がいるから”と言って全てお断りしました」と述懐している。
続いて、8月21日の函館記念（GIII）に出走。古馬と初めての顔合わせとなったが、相手は、メリーナイス、シリウスシンボリという2頭の東京優駿優勝馬や、牝馬クラシック二冠馬のマックスビューティが出走する「夏のローカルとは思えない超豪華メンバーによる一戦」（辻谷秋人）であった。そんな中、古馬を押しのけて単勝オッズ2.2倍の1番人気。以下、人気はシリウスシンボリ、メリーナイスと続いた。後方に位置し、第3コーナーあたりで外から追い上げると、最終コーナーでは先頭のトウショウサミットに並びかけた。直線で先頭に立つと、好位のメリーナイスやシリウスシンボリを寄せ付けずに独走。その差を5馬身まで広げて先頭で入線、重賞2連勝となった。走破タイム1分57秒8は、ニッポーテイオーが1986年8月の函館記念で樹立したコースレコード・1分58秒6を0.8秒更新した。さらに、サクラユタカオーが1986年10月の天皇賞（秋）で樹立した日本レコード・1分58秒3を0.5秒更新した。この函館記念のレコードタイムは、2025年（令和7年）6月29日に同じく函館記念で佐々木大輔が騎乗のヴェローチェエラが1分57秒6と0.2秒更新するまで函館競馬場芝2000メートルのレコードタイムとして、約37年間レースが実施されている芝コースのレコードタイムとして最も古く昭和のものとして唯一更新されていなかった。

その後については、小野の菊花賞出走、社台ファーム牧場長の吉田勝己や社台ファーム空港牧場長の大沢は天皇賞（秋）出走をそれぞれ指向していたが、その前哨戦に選んだ京都新聞杯出走前に左前脚の球節を捻挫し、結局すべて断念。代わりに、11月20日のマイルチャンピオンシップ（GI）に出走し、単勝オッズ2.2倍の1番人気に推された。スタートから後方に位置。第3コーナーあたりで外から追い上げると、最終コーナーを4、5番手で通過。直線では、逃げ粘る先頭のミスターボーイに5馬身のリードを許していたが、大外から末脚を見せて追い上げると、残り200メートル地点でかわして、後続を突き放した。その差を4馬身まで広げて先頭で入線し、重賞3連勝、GI2勝目を挙げた。また河内にとっては、この年のJRA重賞13勝目であり、自身が1986年に12勝を挙げて樹立した年間最多重賞勝利記録を更新した。レースについて河内は「（前略）坂の下りからの行きっぷりがよかったので、4コーナーで勝てると思った」と述懐している。
続いて、12月25日の有馬記念（GI）に出走。天皇賞（秋）でワンツー、ジャパンカップでツースリーとなったタマモクロス、オグリキャップという芦毛の2頭が参戦し、その2頭にサッカーボーイを加えた3頭が、単枠指定制度の対象となった。人気はタマモクロスが単勝オッズ2.4倍の1番人気、オグリキャップ3.7倍の2番人気、そしてサッカーボーイは4.8倍の3番人気であった。枠入り後、サッカーボーイは発馬機内で暴れて、歯を折り、鼻血を出した。それからスタートは出遅れ、最後方に位置。直線では大外に持ち出して追い上げるも、先に抜け出したオグリキャップやタマモクロスには届かず、その2頭に2馬身離された4位で入線。2頭に半馬身差離されて3位入線のスーパークリークが、メジロデュレンの進路を妨害したため失格となり、サッカーボーイは繰り上がって3着となった。（競走に関する詳細は、第33回有馬記念を参照。）
1988年の「フリーハンデ」では、有馬記念を制したオグリキャップが世代首位の「65」、東京優駿を制したサクラチヨノオーが「63」で次点となり、サッカーボーイはそれらに次ぐ「62」で世代3位の評価が与えられた。また、4歳以上の馬を対象に、1600メートル以下の短距離に限定した「フリーハンデ」では、安田記念を制したニッポーテイオーと並んで全体首位の「63」。「63」は、函館記念を日本レコードで制し、マイルチャンピオンシップ2着となって「62」に評価された、ニッポーテイオー4歳時（1986年）を上回るものであり、ハンデキャッパーは、2頭の4歳時を比べたとき、サッカーボーイの方が優れているとの結論に至った。また1988年のJRA賞表彰では、全172票中104票を集めて、JRA賞最優秀スプリンターに選出。以下、次点のニッポーテイオーは36票、ダイナアクトレスが14票、シンウインドが7票で続いた。
5歳となった1989年には、マイラーズカップから始動する予定であったが骨折。その後は「砂のぼり」と呼ばれる蹄の病気が右後脚を襲ったが、8月には函館競馬場に入厩し、UHB賞や毎日王冠で復帰する予定だった。さらに、天皇賞（秋）を目標としていたが、再び脚部不安となり、結局復帰することなく競走馬を引退した。

### 種牡馬時代
引退後は、社台スタリオンステーションで種牡馬となった。産駒からは、菊花賞を勝利したナリタトップロード、秋華賞を勝利したティコティコタック、菊花賞・天皇賞（春）・宝塚記念を制したヒシミラクルが誕生。ブルードメアサイアーとしての産駒には安田記念を勝利したツルマルボーイ、天皇賞（春）を勝利したマイネルキッツ、全日本2歳優駿を勝利したヴァケーションがいる。
2000年からはブリーダーズスタリオンステーションに移動した。2006年末、種牡馬シンジケートを解散。以後は社台グループの所有馬として種牡馬生活を続行する。2007年シーズンは社台スタリオンステーション荻伏で種牡馬生活を送ったが、2007年8月25日に生まれ故郷である白老ファームに移動した。その後は、社台スタリオンステーションに繋養されたが、2011年になって競走馬時代から続く蹄葉炎がさらに悪化、10月7日、社台スタリオンステーションで蹄葉炎のため、26歳で死亡した。

## 競走成績
以下の内容は、netkeiba.comおよびJBISサーチの情報に基づく。
| 競走日     | 競馬場 | 競走名             | 格   | 距離（馬場）  | 頭 数 | 枠 番 | 馬 番 | オッズ （人気） | 着順 | タイム （上り3F） | 着差 | 騎手      | 斤量 [kg] | 1着馬（2着馬）         | 馬体重 [kg] |
| ---------- | ------ | ------------------ | ---- | ------------- | ----- | ----- | ----- | --------------- | ---- | ----------------- | ---- | --------- | --------- | ---------------------- | ----------- |
| 1987.08.09 | 函館   | 3歳新馬            |      | 芝1200m（不） | 7     | 6     | 6     | 02.2（01人）    | 01着 | 01:14.5（39.2）   | -1.5 | 0内山正博 | 53        | （トウショウマリオ）   | 438         |
| 0000.09.27 | 函館   | 函館3歳S           | GIII | 芝1200m（重） | 12    | 6     | 8     | 06.2（03人）    | 04着 | 01:12.9（37.2）   | -0.7 | 0内山正博 | 53        | ディクターランド       | 442         |
| 0000.10.31 | 京都   | もみじ賞           | OP   | 芝1600m（重） | 9     | 3     | 3     | 02.3（01人）    | 01着 | 01:36.4（36.8）   | -1.6 | 0内山正博 | 53        | （ラガーフラッグ）     | 438         |
| 0000.12.20 | 阪神   | 阪神3歳S           | GI   | 芝1600m（良） | 10    | 3     | 3     | 01.9（01人）    | 01着 | 01:34.5（36.2）   | -1.3 | 0内山正博 | 54        | （ダイタクロンシャン） | 452         |
| 1988.03.06 | 東京   | 弥生賞             | GII  | 芝2000m（良） | 11    | 6     | 8     | 01.6（01人）    | 03着 | 02:01.5（35.5）   | -0.4 | 0内山正博 | 55        | サクラチヨノオー       | 458         |
| 0000.05.08 | 東京   | NHK杯              | GII  | 芝2000m（稍） | 16    | 7     | 14    | 03.5（01人）    | 04着 | 02:02.4（35.8）   | -0.4 | 0河内洋   | 56        | マイネルグラウベン     | 454         |
| 0000.05.29 | 東京   | 東京優駿           | GI   | 芝2400m（良） | 24    | 8     | 22    | 05.8（01人）    | 15着 | 02:28.0（36.8）   | -1.7 | 0河内洋   | 57        | サクラチヨノオー       | 448         |
| 0000.07.03 | 中京   | 中日スポーツ賞4歳S | GIII | 芝1800m（良） | 11    | 5     | 6     | 03.4（02人）    | 01着 | 01:48.9（34.1）   | -0.1 | 0河内洋   | 56        | （ヤエノムテキ）       | 444         |
| 0000.08.21 | 函館   | 函館記念           | GIII | 芝2000m（良） | 14    | 8     | 13    | 02.2（01人）    | 01着 | R1:57.8（35.6）   | -0.8 | 0河内洋   | 56        | （メリーナイス）       | 440         |
| 0000.11.20 | 京都   | マイルCS           | GI   | 芝1600m（良） | 17    | 7     | 14    | 02.2（01人）    | 01着 | 01:35.3（35.2）   | -0.7 | 0河内洋   | 55        | （ホクトヘリオス）     | 458         |
| 0000.12.25 | 中山   | 有馬記念           | GI   | 芝2500m（良） | 13    | 3     | 5     | 04.8（03人）    | 03着 | 02:34.3（35.5）   | -0.4 | 0河内洋   | 55        | オグリキャップ         | 454         |

- 枠番・馬番の太字は単枠指定を示す。
- Rはレコードタイム樹立を示す。

## 種牡馬成績

### 年度別成績
以下の内容は、JBISサーチの情報に基づく。
| 種付年度 | 種付頭数 | 生産頭数 | 血統登録頭数 | 出走頭数 | 勝馬頭数 | 重賞勝馬頭数 | AEI  | CPI  |
| -------- | -------- | -------- | ------------ | -------- | -------- | ------------ | ---- | ---- |
| 1990     | 62       | 48       | 49           | 42       | 27       | 4            | 3.69 |      |
| 1991     | 77       | 58       | 58           | 41       | 29       | 1            | 1.50 |      |
| 1992     | 67       | 54       | 54           | 45       | 26       | 0            | 1.41 |      |
| 1993     | 82       | 62       | 61           | 50       | 24       | 1            | 0.78 |      |
| 1994     | 73       | 50       | 49           | 42       | 21       | 0            | 0.41 |      |
| 1995     | 118      | 95       | 94           | 85       | 50       | 2            | 1.51 |      |
| 1996     | 96       | 76       | 73           | 57       | 33       | 1            | 0.95 |      |
| 1997     | 89       | 71       | 71           | 63       | 37       | 2            | 0.91 |      |
| 1998     | 81       | 59       | 56           | 51       | 32       | 3            | 1.73 |      |
| 1999     | 149      | 111      | 109          | 100      | 64       | 3            | 1.03 |      |
| 2000     | 95       | 67       | 66           | 60       | 30       | 0            | 0.55 |      |
| 2001     | 74       | 53       | 51           | 43       | 15       | 0            | 0.22 |      |
| 2002     | 90       | 62       | 61           | 48       | 29       | 1            | 0.51 |      |
| 2003     | 96       | 67       | 66           | 58       | 27       | 0            | 0.53 |      |
| 2004     | 82       | 57       | 53           | 45       | 30       | 0            | 0.66 |      |
| 2005     | 70       | 48       | 46           | 42       | 19       | 0            | 0.19 |      |
| 2006     | 43       | 32       | 30           | 27       | 9        | 2            | 0.43 |      |
| 2007     | 46       | 29       | 24           | 20       | 11       | 0            | 0.11 |      |
| 2008     | 12       | 5        | 5            | 3        | 2        | －           | 0.03 |      |
| 2009     | 6        | 3        | 2            | 2        | 1        | 0            | 0.03 |      |
| 2010     | 6        | 1        | 1            | 1        | 0        | －           | 0.32 |      |
| 合計     | 合計     | 合計     | 1,079        | 925      | 516      | 20           | 0.98 | 0.92 |

- 出走頭数、勝馬頭数、重賞勝馬頭数、アーニングインデックス、コンパラブルインデックスは、平地競走に限る。

### 重賞優勝産駒

#### GI級競走優勝産駒
太字はGI競走を表す。
- 1996年産
  - ナリタトップロード（牡、母父:アファームド（1999年菊花賞、弥生賞、きさらぎ賞、2001年、02年阪神大賞典、2002年京都記念、京都大賞典）[48]
- 1997年産
  - ティコティコタック（牝、母父:ブライアンズタイム（2000年秋華賞）[49]
- 1999年産
  - ヒシミラクル（牡、母父:シェイディハイツ（2002年菊花賞、2003年天皇賞（春）、宝塚記念）[50]

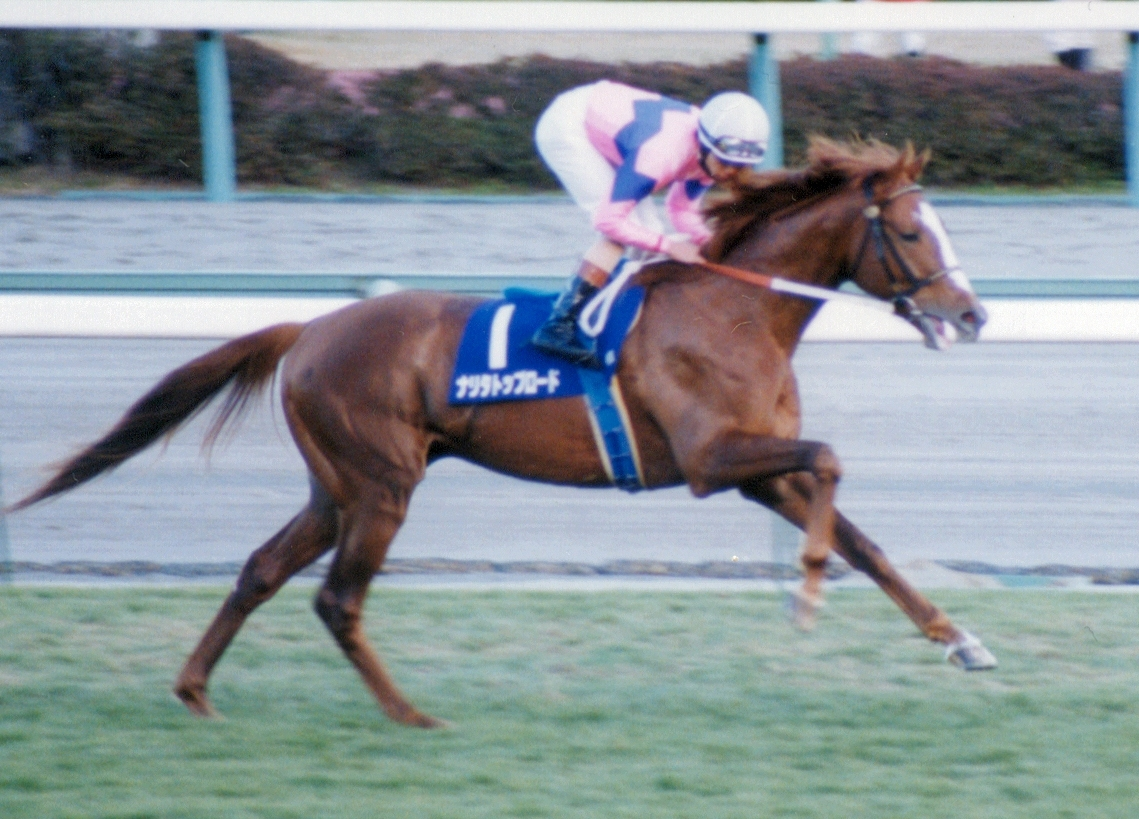
ナリタトップロード
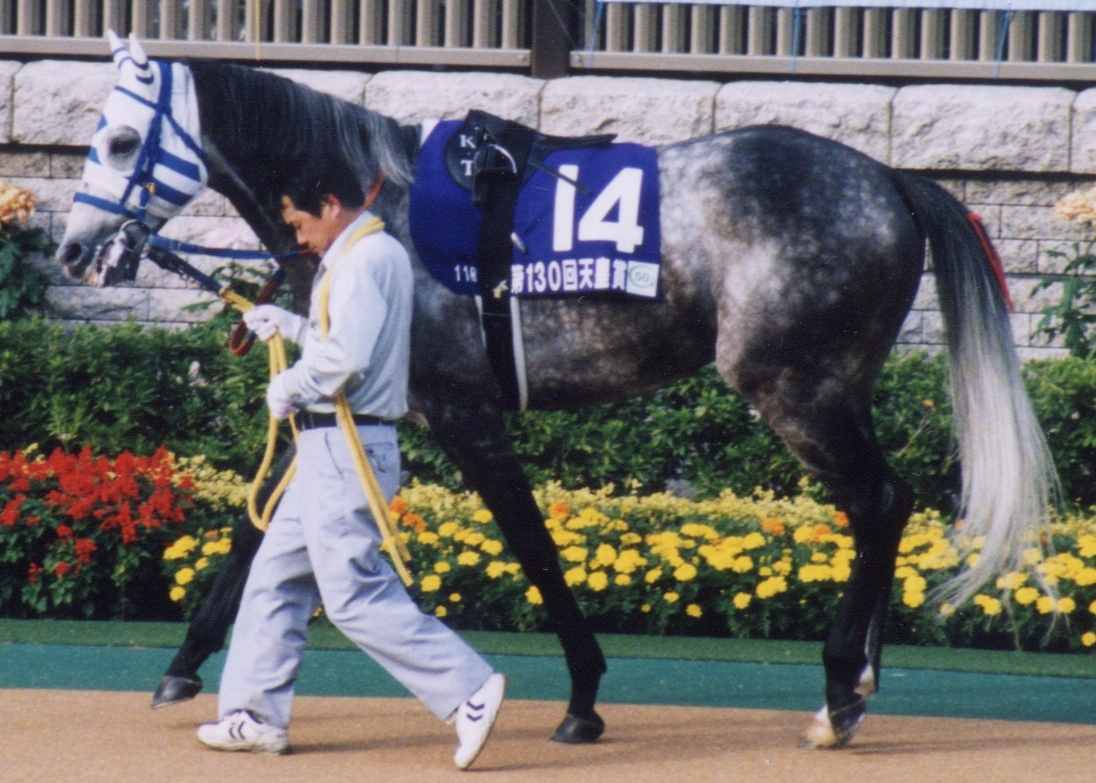
ヒシミラクル

#### 重賞優勝産駒
地方競馬独自の格付けは、アスタリスクを充てる。
- 1991年産
  - キョウトシチー（牡、母父:ニゾン（1995年ウインターステークス、1996年名古屋大賞典、シーサイドステークス、東京大賞典、1997年浦和記念、1997年、98年白山大賞典）[51]
  - ゴーゴーゼット（牡、母父:ニチドウタロー（1995年アルゼンチン共和国杯、日経新春杯、中日新聞杯）[52]
  - ツルマルガール（牝、母父:アローエクスプレス（1994年朝日チャレンジカップ）[53]
  - サッカードリーム（牝、母父:ノーザンテースト（1994年*ニューイヤーカップ）[54]
- 1992年産
  - サウンドバリヤー（牡、母父:ナオキ（1995年愛知杯）[55]
- 1994年産
  - オーバーラップ（牡、母父:クラウンドプリンス（英語版）（1999年*中津大賞典）[56]
- 1996年産
  - モミジイレブン（牡、母父:ダンディルート（1999年*北斗盃、*王冠賞、*北海優駿）[57]
- 1998年産
  - スーパージーン（牡、母父:パーシャンボーイ（2004年新潟記念）[58]
  - アブクマドリーム（牡、母父:ストラダビンスキー（2001年*黒潮盃、*戸塚記念、*東京湾カップ）[59]
- 1999年産
  - カッツミー（牡、母父:トレボロ（2002年ラジオたんぱ賞）[60]
  - ウエノマルクン（牡、母父:ヤマニンスキー（2007年*東京記念）[61]
- 2000年産
  - ブルーイレヴン（牡、母父:シンボリルドルフ（2002年東京スポーツ杯2歳ステークス、2004年関屋記念）[62]
  - アイポッパー（牡、母父:サンデーサイレンス（2006年ステイヤーズステークス、2007年阪神大賞典）[63]
  - ジャングルバス（牡、母父:ミスターシービー（2004年*播磨賞）[64]
- 2003年産
  - イエロージャケット（牝、母父:オペラハウス（2006年*若草賞、*スプリングカップ）[65]
- 2007年産
  - リュウノボーイ（牡、母父:ドクターデヴィアス（2010年*オパールカップ、2011年*絆カップ、2012年*シアンモア記念）[66]
  - ハートオブストーン（牡→騸、母父:キャタオラ（2012年*尾張名古屋杯）[67]

#### ブルードメアサイアーとしての産駒
地方競馬独自の格付けは、アスタリスクを充てる。
- 1998年産
  - ツルマルボーイ（牡、父:ダンスインザダーク（2002年金鯱賞、中京記念、2004年安田記念）[68]
- 1999年産
  - メジロマイヤー（牡、父:サクラバクシンオー（2002年きさらぎ賞、小倉大賞典）[69]
- 2002年産
  - チョウサン（牡、父:ダンスインザダーク（2007年毎日王冠）[70]
- 2003年産
  - マイネルキッツ（牡、父:チーフベアハート（2009年天皇賞（春）、2010年日経賞、2011年ステイヤーズステークス）[71]
- 2004年産
  - マイネカンナ（牝、父:アグネスタキオン（2008年福島牝馬ステークス）[72]
  - エプソムアーロン（牡、父:エリシオ（2013年*園田FCスプリント、2013年、14年*福永洋一記念、2013年、15年*トレノ賞、2014年*大高坂賞、*オッズパークグランプリ、*御厨人窟賞、2015年*建依別賞）[73]
- 2006年産
  - テイエムヒッカテ（牡、父:テイエムオペラオー（2009年*門松賞）[74]
- 2009年産
  - クリールカイザー（牡、父:キングヘイロー（2015年アメリカジョッキークラブカップ）[75]
- 2010年産
  - インサイドザパーク（牡、父:タイムパラドックス（2012年*鎌倉記念、*平和賞、2013年*東京ダービー）[76]
- 2015年産
  - アールスター（牡、父:ロードカナロア（2020年小倉記念）[77]
  - マイメン（牝、父:アッミラーレ（2018年*ル・プランタン賞）[78]
- 2017年産
  - ヴァケーション（牡、父エスポワールシチー、2019年*平和賞、全日本2歳優駿、2020年*秋の鞍、2022年*シアンモア記念、2023年*一条記念みちのく大賞典）[79]
  - リバイブ（牝、父:ロジユニヴァース（2019年*カペラ賞）[80]

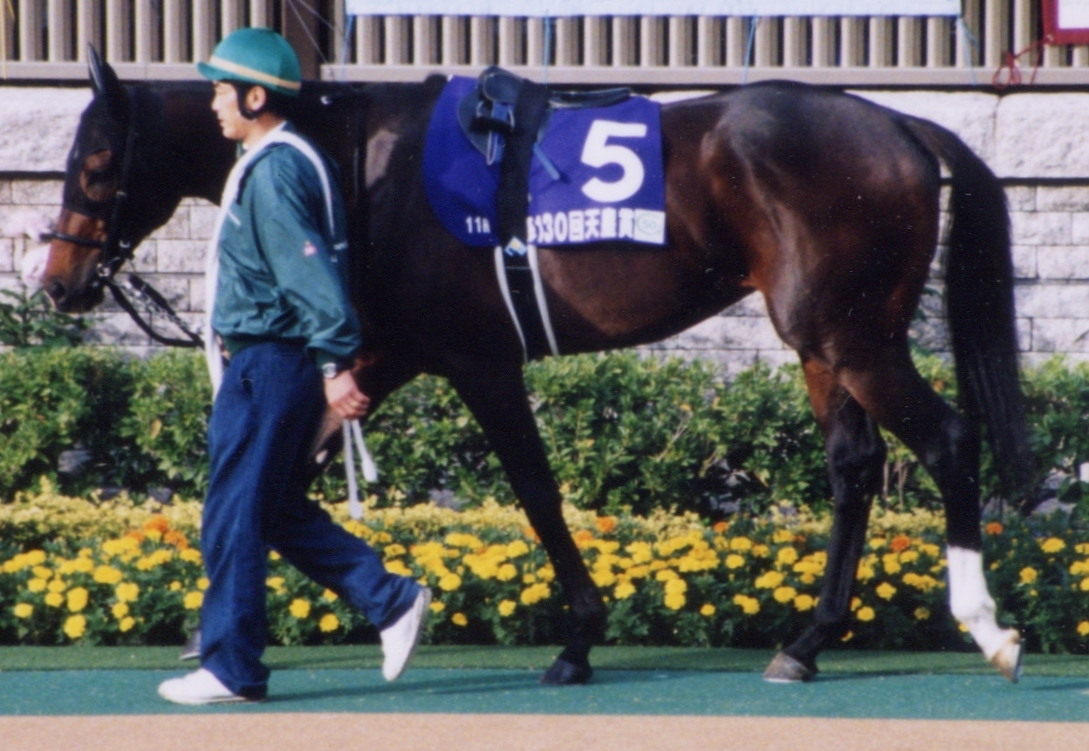
ツルマルボーイ
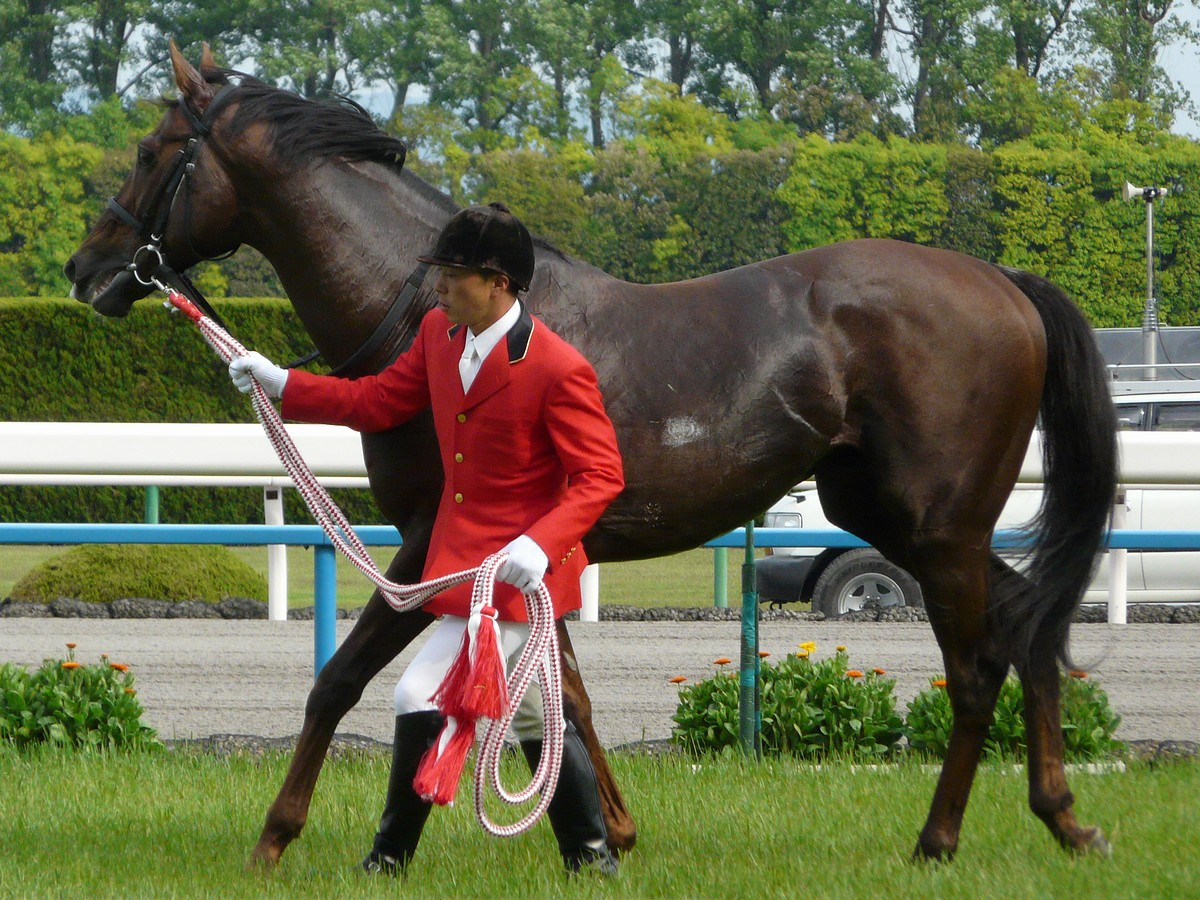
マイネルキッツ

## 血統
| サッカーボーイの血統                     | サッカーボーイの血統                             | サッカーボーイの血統                          | （血統表の出典）                              | （血統表の出典） |
| 父系                                     | ファイントップ系                                 | ファイントップ系                              | ファイントップ系                              | [ § 2 ]          |
| 父 *ディクタス Dictus 1967 栗毛 フランス | 父の父Sanctus 1960 鹿毛                          | Fine Top                                      | Fine Art                                      | Fine Art         |
| 父 *ディクタス Dictus 1967 栗毛 フランス | 父の父Sanctus 1960 鹿毛                          | Fine Top                                      | Toupie                                        |                  |
| 父 *ディクタス Dictus 1967 栗毛 フランス | 父の父Sanctus 1960 鹿毛                          | Sanelta                                       | Tourment                                      | Tourment         |
| 父 *ディクタス Dictus 1967 栗毛 フランス | 父の父Sanctus 1960 鹿毛                          | Sanelta                                       | Saranella                                     |                  |
| 父 *ディクタス Dictus 1967 栗毛 フランス | 父の母Doronic 1960 鹿毛                          | Worden                                        | Wild Risk                                     | Wild Risk        |
| 父 *ディクタス Dictus 1967 栗毛 フランス | 父の母Doronic 1960 鹿毛                          | Worden                                        | Sans Tares                                    |                  |
| 父 *ディクタス Dictus 1967 栗毛 フランス | 父の母Doronic 1960 鹿毛                          | Dulzetta                                      | Bozzetto                                      | Bozzetto         |
| 父 *ディクタス Dictus 1967 栗毛 フランス | 父の母Doronic 1960 鹿毛                          | Dulzetta                                      | Dulcimer                                      |                  |
| 母 ダイナサッシュ 1979 鹿毛 北海道早来町 | 母の父*ノーザンテースト Northern Taste 1971 栗毛 | Northern Dancer                               | Nearctic                                      | Nearctic         |
| 母 ダイナサッシュ 1979 鹿毛 北海道早来町 | 母の父*ノーザンテースト Northern Taste 1971 栗毛 | Northern Dancer                               | Natalma                                       |                  |
| 母 ダイナサッシュ 1979 鹿毛 北海道早来町 | 母の父*ノーザンテースト Northern Taste 1971 栗毛 | Lady Victoria                                 | Victoria Park                                 | Victoria Park    |
| 母 ダイナサッシュ 1979 鹿毛 北海道早来町 | 母の父*ノーザンテースト Northern Taste 1971 栗毛 | Lady Victoria                                 | Lady Angela                                   |                  |
| 母 ダイナサッシュ 1979 鹿毛 北海道早来町 | 母の母*ロイヤルサッシュ Royal Sash 1966 鹿毛     | Princely Gift                                 | Nasrullah                                     | Nasrullah        |
| 母 ダイナサッシュ 1979 鹿毛 北海道早来町 | 母の母*ロイヤルサッシュ Royal Sash 1966 鹿毛     | Princely Gift                                 | Blue Gem                                      |                  |
| 母 ダイナサッシュ 1979 鹿毛 北海道早来町 | 母の母*ロイヤルサッシュ Royal Sash 1966 鹿毛     | Sash of Honour                                | Prince Chevalier                              | Prince Chevalier |
| 母 ダイナサッシュ 1979 鹿毛 北海道早来町 | 母の母*ロイヤルサッシュ Royal Sash 1966 鹿毛     | Sash of Honour                                | Sylko                                         |                  |
| 母系(F-No.)                              | ロイヤルサッシュ系(FN:1-t)                       | ロイヤルサッシュ系(FN:1-t)                    | ロイヤルサッシュ系(FN:1-t)                    | [ § 3 ]          |
| 5代内の近親交配                          | Lady Angela 5･4（母内）、Nearco 5･5･5（母内）    | Lady Angela 5･4（母内）、Nearco 5･5･5（母内） | Lady Angela 5･4（母内）、Nearco 5･5･5（母内） | [ § 4 ]          |
| 出典                                     | 1. 2. 3. 4.                                      | 1. 2. 3. 4.                                   | 1. 2. 3. 4.                                   | 1. 2. 3. 4.      |

- 全妹にゴールデンサッシュがおり、その仔(サッカーボーイにとっては甥)にステイゴールド、近親にバランスオブゲーム、ドリームパスポート、スノードラゴン、ショウナンパンドラがいる。